# کایفنگ ۳۵۳۶۶
سیارک ۳۵۳۶۶ (به انگلیسی: 35366 Kaifeng، نامگذاری:1997UP4) سی و پنج هزار و سیصد و شصت و ششمین سیارک کشف شده‌است که در ۱۸ اکتبر ۱۹۹۷ کشف شد.